# Tinea omichlopis
Tinea omichlopis är en fjärilsart som beskrevs av Edward Meyrick 1928. Tinea omichlopis ingår i släktet Tinea och familjen äkta malar. Inga underarter finns listade i Catalogue of Life.